# Ani Nielsen
Ani Nielsen (født 1938) er en tidligere dansk atlet. Hun var medlem af Ben Hur.

## Danske mesterskaber
- Sølv 1958 100 meter 12,4
- Sølv 1958 200 meter 26,3

## Personlige rekorder
- 100 meter: 12,4 1958
- 200 meter: 25,8 1958